# セリクボルスィン・アブディリディン
セリクボルスィン・アブディリディン（Serikbolsyn Abdildin, Серікболсын Әбділдаұлы Әбділдин, 1937年11月25日 - 2020年1月1日）は、カザフスタン共和国の政治家。カザフスタン独立後最初の最高会議議長、元カザフスタン共産党党首（第一書記）。

## 経歴
セミパラチンスク州アクスアツキー地区クィズィルケセク村出身。カザフ人。1960年、カザフ農業大学を卒業。1960年～1963年、セミパラチンスク州のソフホーズで農業技師として働く。

### ソ連時代
- 1963年～1966年 - 大学院生
- 1966年～1967年 - カザフ経済・農業組織科学研究所の上級科学職員
- 1967年～1976年 - カザフ・ソビエト社会主義共和国ゴスプランの班長、副課長
- 1974年～1976年 - ゴスプラン副議長
- 1981年～1991年 - カザフ・ソビエト社会主義共和国共産党中央委員会委員
- 1982年～1985年 - 農業第一次官、共和国農業統制高等学校学長
- 1985年～1987年 - ゴスアグロプロム第一副議長
- 1987年～1991年 - 駐ソ連閣僚会議カザフスタン常任代表
- 1990年～1991年 - カザフ・ソビエト社会主義共和国最高会議副議長
- 1991年～1994年 - カザフスタン共和国最高会議議長

### カザフスタン共和国時代
1994年3月、社会団体「レスプーブリカ」調整会議を創設し、その議長となった。同会議には、22の政党と運動が参加し、野党勢力として1998年まで活動した。その後、カザフスタン民主勢力フォーラムに再編され、アブディリディンが議長に就任した。1999年～2004年、第2期議会代議員。
1996年～2010年4月、カザフスタン共産党第一書記。1999年、大統領選挙に立候補し、12.1％を得票して第2位を占めた。2004年から共産党同盟副議長。
2010年4月、引退。
2020年1月1日、死去した。82歳没。

## パーソナル
妻のラウラは、経済科学博士、教授。娘のガウハルは、医師で、医学科学準博士、哲学博士。息子のスルィムは、技師で、経済科学博士。3人の孫がいる。
労働赤旗勲章、「名誉記章」勲章、「バルィス」勲章、「協力」国際勲章、「党勲」勲章、ソ連のメダル6個、カザフスタンのメダル3個を受章。

## 著書
- 「カザフスタンの農業」（1977年）
- 「カザフスタンの農業生産力」（1982年）
- 「牧草地の複合的開拓」（1986年）
- 「現実と神話」（2009年）